# Valéria Alencar
Lúcia Valéria Alencar de Oliveira (Rio de Janeiro, 18 de junho de 1965) é uma atriz brasileira.

## Biografia
Natural da cidade do Rio de Janeiro,
Valéria é casada com o ator João Vitti desde 1995, e o casal possui dois filhos: os atores Rafael Vitti e Francisco Vitti.

## Filmografia

### Televisão
| Ano  | Título                             | Personagem                 | Notas                                     |
| ---- | ---------------------------------- | -------------------------- | ----------------------------------------- |
| 1990 | Riacho Doce                        | Luzia                      |                                           |
| 1990 | A História de Ana Raio e Zé Trovão | Malvina / Olga             |                                           |
| 1994 | As Pupilas do Senhor Reitor        | Francisquinha              |                                           |
| 1997 | Olho da Terra                      | Branca dos Anjos           |                                           |
| 1998 | Do Fundo do Coração                | Camila                     |                                           |
| 2000 | Vidas Cruzadas                     | Rafaela                    |                                           |
| 2001 | O Direito de Nascer                | Clementina                 |                                           |
| 2005 | A Lua Me Disse                     | Mara                       | Episódio: "5–14 de julho"                 |
| 2006 | Bicho do Mato                      | Iara Guaporá               |                                           |
| 2007 | Amor e Intrigas                    | Francineide Vieira (Neide) |                                           |
| 2009 | A Lei e o Crime                    | Cleonice                   | Episódio: "5 de junho"                    |
| 2011 | Sansão e Dalila                    | Hannah                     |                                           |
| 2012 | Rebelde                            | Fátima Ferrer              | Episódios: "26 de setembro–12 de outubro" |
| 2014 | Milagres de Jesus                  | Tamar                      | Episódio: "A Pesca Maravilhosa"           |
| 2015 | Os Dez Mandamentos                 | Puá                        | Episódio: "25 de março"                   |
| 2016 | A Terra Prometida                  | Laila Luz                  |                                           |
| 2021 | Nos Tempos do Imperador            | Jacira                     |                                           |

### Cinema
| Ano  | Título                | Papel   |
| ---- | --------------------- | ------- |
| 2001 | Bicho de Sete Cabeças | Leninha |